# Terrence Williams
Terrence Williams (* 28. Juni 1987 in Seattle, Washington) ist ein US-amerikanischer Basketballspieler.

## NBA
Er spielte auf der Position des Shooting Guards oder Small Forwards bis Dezember 2010 für die New Jersey Nets in der NBA, die ihn beim NBA-Draft 2009 ausgewählt hatten. Am 15. Dezember 2010 wechselte er im Rahmen eines Trades zwischen den Nets, den Los Angeles Lakers und den Houston Rockets zu den Rockets. Am 16. März 2012 wurde er von den Rockets entlassen. Kurze Zeit darauf wurde er von den Sacramento Kings verpflichtet. Er erhielt zur Saison 2012/2013 jedoch keinen neuen Vertrag in Sacramento und wechselte im September 2012 zu den Detroit Pistons, die ihn im Oktober wieder entließen.
Im November 2012 wechselte er in die chinesische Basketballliga, zu den Guangdong Southern Tigers. Diese verließ er wiederum im Februar 2013 und unterzeichnete am 21. Februar 2013, einen 10-Tagesvertrag bei den Boston Celtics. Am 1. März 2013 unterschrieb er einen mehrjährigen Vertrag mit den Celtics. Am 30. Juni wurde er aus diesem entlassen.
Im Oktober 2013 unterschrieb er einen Vertrag bei Türk Telekom. Dieser wurde jedoch nach zwei Spielen aufgelöst.

## Betrugsverfahren
Im Oktober 2021 wurde Williams verhaftet. Er soll als Anführer bei der Verabredung zum Versicherungsbetrug gehandelt haben sowie selbst Versicherungs- und Postbetrug begangen haben. Williams wird vorgeworfen, Scheinrechnungen bei der Krankenversicherung der NBA-Spieler eingereicht zu haben sowie gegen Kick-back-Zahlungen in Höhe von 230 000 US-Dollar diese für andere ehemalige NBA-Spieler erstellt zu haben.